# Alcatel

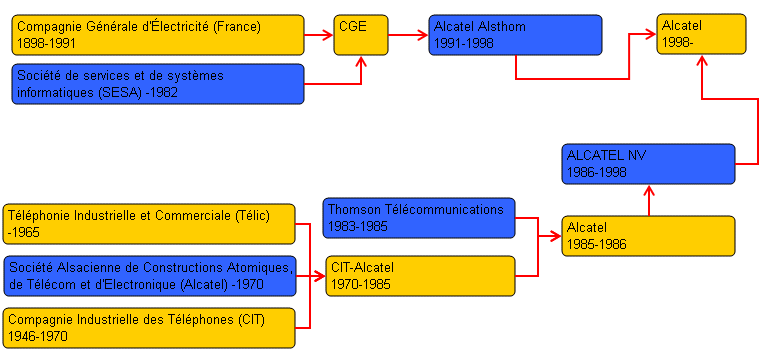
Schema delle acquisizioni e fusioni

L'Alcatel (acronimo di (Société) Alsacienne de constructions atomiques, de télécommunications et d'électronique) è stata un'azienda francese specializzata nel settore dell'elettronica e delle telecomunicazioni. Essa si è fusa con Lucent Technologies nel 2006 ed è diventata Alcatel-Lucent.

## Storia
Inizialmente essa era una piccola impresa con sede a Mulhouse e appartenente alla Société Alsacienne de Constructions Mécaniques che concepiva e fabbricava degli apparati di telecomunicazioni, essa fu assorbita nel 1968 dalla Compagnie Industrielle des Télécommunications (CIT), appartenente alla Compagnie générale d'électricité (CGE); nel 1970 venne creata la CIT-Alcatel.
Tra il 1970 e il 1985, nessuna impresa portava il nome unico "Alcatel", che era all'epoca associato a CIT. CIT-Alcatel diventa Alcatel-CIT e poi nel 1985 "Alcatel". Nel 1991, per delle ragioni di immagine, la CGE prende il nome "Alcatel-Alsthom" (1991-1998). Nel 1998, "Alcatel-Alsthom" (ex CGE) e "Alcatel" (ex Alcatel-CIT) si fondono in "Alcatel".
Alcatel-CIT era uno dei leader mondiali nella fornitura di centrali telefoniche digitali (serie "E10"), dei cavi di trasmissione sottomarine, delle infrastrutture mobili (GSM, GPRS, UMTS), delle applicazioni di reti intelligenti, di applicazioni di centrali telefoniche, di applicazioni video (fisse e mobili) e anche di satelliti e carichi imbarcati. Essa era anche il leader di mercato delle reti ottiche, dei dispositivi di rete DSL e dei routers ATM e IP.
Alcatel forniva quindi dei servizi a tutti i suoi clienti dalla progettazione delle reti fino allo sfruttamento di queste, passando per la fabbricazione dei dispositivi, l'integrazione e l'installazione.
Nel 2005, Alcatel era presente in più di 130 paesi, con un fatturato di 13,1 miliardi di euro.
Il 30 novembre 2006 è finalizzata la fusione tra Alcatel e Lucent Technologies; dal 1º dicembre è operativa la Alcatel-Lucent.
Il marchio registrato "Alcatel", di proprietà di Alcatel, è in licenza a TCL Corporation dal 2004 per produrre telefoni cellulari e smartphones; la proprietà del marchio è poi passata ad Alcatel-Lucent ed infine a Nokia.

### Cronologia
La presenza di Alcatel in Italia era dovuta all'acquisizione di Telettra, avvenuta nel 1990, e consisteva in vari centri di ricerca, produzione e amministrazione, dislocati a Vimercate, vicino a Milano, un tempo sede della Telettra stessa, Rieti, Chieti, Battipaglia, Trieste, Genova, Bari, Napoli, Roma e Sesto Fiorentino.
In Italia erano dislocati i principali punti di ricerca Alcatel per quanto riguarda la trasmissione ottica e radio, per un totale di circa 3.000 addetti nel settore. Inoltre la maggior parte delle DSLAM nelle centrali telefoniche italiane è tuttora Alcatel.
- 31 maggio 1898 – Pierre Azaria crea la Compagnie Générale d'Électricité (CGE), con l'ambizione di rivaleggiare con società quali AEG, Siemens & Halske o General Electric.[3]
- 1925 – La CGE è assorbita dalla Compagnie Générale des Câbles de Lyon.[4]
- 1928 – La Société Alsacienne de Constructions Mécaniques e la Compagnie Française Thomson-Houston creano la Alsthom (ALSace-THOMson). La CGE acquisisce la Saft (Société des accumulateurs fixes et de traction), azienda francese che produce batterie.
- 1946 – Creazione della Compagnie Industrielle des Téléphones (CIT).
- 1966 – La CGE assorbe la Société Alsacienne de Constructions Atomiques, de Télécommunications et d'Électronique (Alcatel).
- 1970 – Ambroise Roux diventa il presidente della CGE. Dopo il 1982, ne resterà presidente d'onore, fino alla sua morte del 1999.
- 1971 – La Alcatel si fonde con la Compagnie Industrielle des Téléphones per formare la Alcatel-CIT.[5]
- 1982 – Jean-Pierre Brunet diventa il presidente della CGE.
- 1984 – Georges Pebereau diventa il presidente della CGE. Raggruppamento delle attività di telecomunicazioni pubbliche e d'impresa di Thomson-CSF all'interno della holding Thomson Télécommunications, sotto il controllo del gruppo CGE. Acquisto, nel contesto degli accordi tra CGE e Thomson SA, delle società Thomson Jeumont Câbles e Kabeltel a parte della società Câbles de Lyon.
- 1985 – Alsthom-Atlantique prende la denominazione di Alsthom. Fusione CIT-Alcatel/Thomson Télécommunications, la nuova società prende il nome di Alcatel.[6]
- 1986 – Costituzione di Alcatel NV a seguito dell'accordo concluso con ITT Corporation che cede le sue attività europee di telecomunicazioni alla CGE. Pierre Suard accede alla presidenza del gruppo. La CGE entra nel capitale di Framatome (40%). L'azienda Câbles de Lyon diventa una filiale di "Alcatel NV".
- 1987 – Privatizzazione della CGE. Alsthom partecipa all'equipaggiamento della rete TGV Atlantique ed è a capo di un consorzio di aziende francesi, belghe e inglesi incaricate della rete nord del TGV.
- 1988 – Alleanza tra Alsthom e General Electric Company (GEC). Raggruppamento delle attività di Alsthom e della divisione "Power Systems" di GEC all'interno di una società comune.
- 1989 – Accordo CGE-GEC e nascita di GEC-Alsthom. CGEE-Alsthom prende il nome di Cegelec.
- 1990 – Accordo CGE-FIAT, Alcatel prende il controllo di Telettra, specializzata nei sistemi di trasmissione, e FIAT diventa maggioritaria nella CEAC (Compagnie Européenne d'Accumulateurs). La Câbles de Lyon acquisisce le Câbleries de Dour (Belgio) e le attività cavi di Ericsson negli Stati Uniti. Accordo sulla composizione del capitale di Framatome, di cui la CGE detiente il 44,12%.
- 1991 – La Compagnie Générale d'Électricité prende la denominazione Alcatel Alsthom. Acquisto della divisione sistemi di trasmissione del gruppo statunitense Rockwell Technologies. Câbles de Lyon diventa "Alcatel Cable" e acquista AEG Kabel.[7]
- 1993 – Acquisizione di STC Submarine Systems, una divisione di Northern Telecom Europe (poi Nortel Networks).
- 1995 – Serge Tchuruk diventa il Presidente-Direttore Generale di "Alcatel Alsthom". Egli comincia a riorganizzare la società per ricentrarla sulle telecomunicazioni.
- 1998 – "Alcatel Alsthom" prende la denominazione di Alcatel. Acquisizione della società statunitense DSC Communications Corp., fortemente impiantata presso gli operatori statunitensi. Quotazione in borsa di GEC ALSTHOM che diventa Alstom. Alcatel conserva il 24% della nuova società. Alcatel vende la Cegelec ad Alstom.[8]
- 1999 – Acquisizione delle società statunitensi Xylan, Packet Engines, Assured Access e Internet Devices, specializzate nelle reti e nelle soluzioni per internet. Alcatel porta la sua partecipazione in Thomson-CSF al 25,3% e riduce quella in Framatome all'8,6%.
- 2000 – Acquisizione della società canadese Newbridge Networks, leader mondiale delle reti a tecnologia ATM. Acquisizione della società statunitense Genesys, leader mondiale nei call centers. Acquisizione della società Innovative Fibers, leader mondiale dei filtri ottici in DWDM. Le attività cavi e componenti diventano una filiale denominata Nexans.
- 2001 – Cessione della partecipazione in Alstom (24%). Quotazione in borsa di Nexans, che comprendeva le attività cavi e componenti di Alcatel, della quale Alcatel conserva il 20% del capitale. Acquisizione del 48,83% di Alcatel Space che era detenuto da Thales, portando quindi la partecipazione di Alcatel al 100% e riduzione della sua partecipazione in Thales al 20%. Cessione del 4,2% della partecipazione in Thales e cessione della partecipazione (2,2%) in Areva. Vendita delle attività di modem DSL a Thomson Multimedia.
- 2002 – Finalizzazione dell'acquisizione di Astral Point Communications Inc., società statunitense specializzata nei sistemi metropolitani ottici SONET di nuova generazione. Alcatel cede le sue attività microelettroniche a STMicroelectronics. Uscita dal capitale di Thomson SA (ex TMM). Presa di controllo di "Alcatel Shanghai Bell" da parte di Alcatel. Finalizzazione dell'acquisizione di Telera. Riduzione della partecipazione di Alcatel in Thales dal 15,83% al 9,7% e in Nexans dal 20% al 15%.
- 2003 – Vendita del 50% della partecipazione in Atlinks, un fabbricante di telefoni fissi residenziali, a Thomson SA, partner della joint venture di Alcatel. Acquisizione di iMagicTV, fornitore canadese di applicazioni e servizi per la televisione digitale sulle reti ad alta velocità. Acquisizione di TiMetra Inc., società basata nella Silicon Valley, che produce dei routers. Vendita della divisione "Composants Optiques" ad Avanex e della divisione "Saft Batteries" a Doughty Hanson. Alcatel e Draka creano il leader mondiale dei cavi ottici con la joint venture "Draka Comteq".
- 2004 – Vendita di SAFT, una divisione del Gruppo specializzata nelle batterie a Doughty Hanson. Alcatel e TCL Communication Technology Holdings Limited formano una joint venture di telefonia mobile, questa nuova società è detenuta al 45% da Alcatel e al 55% da TCL. Alcatel e Draka Holding N.V. ("Draka", Hollandsche Draad- en Kabelfabriek) hanno unito le loro attività di fibre ottiche e cavi di comunicazione in una nuova società: Draka Comteq B.V., della quale Draka detiene il 50,1% e Alcatel il 49,9%. Alcatel acquisisce la società statunitense eDial Inc., un leader nella fornitura di servizi di videoconferenza. Alcatel diminuisce la sua partecipazione in Avanex a meno del 20%. Finalizzazione dell'acquisizione della società statunitense Spatial Communications (conosciuta sotto il nome di Spatial Wireless), un leader mondiale nei programmi e nelle soluzioni di switchs mobili multi-standard.
- 2005 – Anno record per Alcatel in termini di risultati economici, contratti ed accordi.[9]
- 2006 – Alcatel annuncia il piano di fusione con Lucent Technologies. Nello stesso tempo, Alcatel annuncia un accordo con Thales, col quale essa aumenta la sua partecipazione nel capitale di Thales al 21,6% e ne cede le filiali satellite (Alcatel Alenia Space che diventa Thales Alenia Space), le attività relative alla segnaletica ferroviaria e i sistemi critici di sicurezza. Alcatel annuncia l'intenzione di acquisire l'attività di accesso radio UMTS di Nortel al fine di aumentare la sua leadership in questa tecnologia.[10]

Il 30 novembre 2006 è finalizzata la fusione tra Alcatel e Lucent Technologies; dal 1º dicembre è operativa la Alcatel-Lucent.
Alcatel-Lucent riunisce due entità che condividono una discendenza comune, che può essere rintracciata nel 1986, quando la casa madre di Alcatel – la CGE – acquistò le attività europee di telecomunicazioni di ITT Corporation. Quasi 60 anni prima, ITT Corporation aveva acquistato molte delle attività di AT&T al di fuori degli Stati Uniti. AT&T era la precedente società madre di Lucent Technologies. Con la creazione di Alcatel-Lucent le origini comuni sono riunite insieme.

## Attività
La Alcatel (anche con le sue precedenti denominazioni) è stata principalmente attiva nei settori dell'elettronica e delle telecomunicazioni. Nel corso degli anni aveva diversificato le sue attività, sia in maniera diretta attraverso delle filiali, sia in maniera indiretta attraverso la partecipazione in altre aziende, anche nei settori dei trasporti (Alstom), dello spazio (Alcatel Space, in seguito Thales Alenia Space), dell'elettronica di consumo (attività poi ceduta a Thomson SA), della sicurezza (Thomson-CSF), del nucleare (Framatome), delle batterie (Saft), dei cavi (attività poi ceduta a Draka, in seguito Prysmian), delle comunicazioni (reti, elettriche, ottiche e via satellite) e della telefonia. A partire dal 1995, la Alcatel si riorganizza e riconcentra le sue attività nel settore delle telecomunicazioni.